# Артігас (місто)
Артігас (ісп. Artigas) — уругвайське місто, центр однойменного департаменту. Розташоване на півночі країни, формує агломерацію з бразильським містом Куараї, з яким з'єднується за допомогою моста Згоди, збудованого над річкою Куарейм.
Населення становить 41 687 осіб, згідно з даними перепису населення у 2004 році.
Місто завдячує своєю назвою уругвайському політичному діячеві Артігасові Хосе-Хервасіо.